# Уомак, Саманта
Саманта Зоуи Уомак (англ. Samantha Zoe Womack, урождённая Джанус (англ. Janus); 2 ноября 1972, Брайтон, Ист-Сассекс, Великобритания) — английская актриса и певица, которая в настоящий момент известна тем, что сыграла роль Ронни Митчелл в EastEnders. Она также представляла Соединённое Королевство на конкурсе песни Евровидение 1991 года.

## Биография
Родилась 2 ноября 1972 года в семье модели и композитора. Отец ушёл из семьи, когда Саманте было три года. Вскоре мать будущей актрисы снова вышла замуж и вся семья переехала в Эдинбург. У неё есть младшая сестра Зои. После окончания школы Саманта училась в театральной школе Сильвии Янг. В 1991 году представляла Великобританию на конкурсе «Евровидение», заняв десятое место.
22 августа 2009 года её отец Ноэль Джанус в возрасте 60 лет был найден повешенным в своей квартире в спальне в Брайтоне.

## Фильмография
- «Джекил и Хайд» (1990) — юная служанка (Маргарет)
- «Spatz» (2 эпизода, 1990) — Тони Гордон
- «Убийство по-джентльменски» (1991) — Элис Лори
- «Эль C.I.D.» (1 эпизод, 1991) — официантка
- «Пресс-Ган» (1 эпизод, 1991) — официантка
- «Чисто английское убийство» (2 эпизода, 1991—1992) — Энни Карлайл, секретарша
- «Дембеля» (6 эпизодов, 1993) — Гедда
- «Mama's Back»(1993) — Шарон Эммануэль
- «Здоровье и эффективность» (1 эпизод, 1993) — Мишель
- «Наставник» (1 эпизод, 1994) — Мариан
- «Вызовите звёзды» (1995) — Зои Гейл
- «Журавлём в небе» (22 эпизода, 1995—1996) — Никола
- «Шерман[англ.]» (1 эпизод, 1996) — Джейн
- «Гримлзы» (1997) — Джеральдина Титлей
- «Селекционеры» (1997) — Луиза
- «Генозавр 2» (1998) — Люси
- «Полный вперед» (1998) — Хайзел Скотт
- «Игра - На»(18 эпизодов, 1998) — Менди Вилкинс
- «Лицо Имоджен» (1998) — Имоджен
- «Ливерпуль 1» (6 эпизодов, 1998) — Доктор Изобель де Паула
- «Наивные» (7 эпизодов, 1998) — Рут
- «Золушка» (2000) — Золушка
- «Секретные материалы Стрейнджа» (2002) — медсестра Джут Аткинс
- «Дело судьи Джона» (1 эпизод, 2002) — Мэл Пауэлл
- «Секретные материалы Стрейнджа» (6 эпизодов, 2003) — штатная медсестра Джут Аткинс
- «Холм Маяка» (2004) — Дженифер
- «Short» (2004) — высокая женщина
- «Операция «Детский Экспресс» или непорочное зачатие» (2004) — Трикси
- «Игра Дня» (1 эпизод, 2005) — Эмма Пристли
- «Возвращение домой» (5 эпизодов, 2006) — Ингрид
- «Там, где сердце» (1 эпизод, 2006) — Марли
- «Битая карта» (2006) — Крис
- «Дикое сердце» (1 эпизод, 2007) — Тесса
- «Прощенный» (2007) — Кейт
- «EastEnders» (286 эпизодов, 2007—2009) — Ронни
- «Kingsman: Секретная служба» (2015) — Мишель Анвин